# Gordan Kičić
Gordan Kičić (ur. 5 sierpnia 1977 w Belgradzie) – serbski aktor.

## Filmografia
- 1996 Do doske jako Erceg
- 1998 Bekstvo jako Antaon Griščenko
- 1998 Natalija jako Marko
- 1999 Nebeska udica jako Miša
- 1998-1999 Porodično blago jako student
- 1999 Proputovanje
- 2000 Dorćol-Menheti jako Riki
- 2000 Rat uživo jako Ďole
- 2000 Mehanizam jako Debeli
- 2001 Ona kocha gwiazdy jako Srba
- 2001 Metla bez drške 5
- 2002 Lavirint jako młody Laki
- 2002 Mala noćna muzika jako Cole
- 2002 Lisice jako Damir
- 2003 Siroti mali hrčki 2010 jako student/nowy prezydent
- 2003 Kazneni prostor 2 jako reżyser
- 2003 E-Snuff
- 2004 Poljupci
- 2004 Kiedy dorosnę, zostanę kangurem jako Sumpor
- 2004 Lift jako Gagi
- 2005 Libero jako Drogirani
- 2005 Potera za srećkom jako Žile
- 2006 Sedam i pol jako Srćan
- 2007 Mile protiv tranzicije jako on sam
- 2008 Turneja jako Lale
- 2009 Poslednja audijencija jako młody Nikola Pašić
- 2009 Čekaj me, ja sigurno neću noći jako Alek
- 2009 Ono kao ljubav
- 2010 Sva ravnica jako Branko Jagodić
- 2010 Neke druge priče jako Milan
- 2010 Ma nije on takav jako inspektor Aleksandar Gavrić
- 2011 Zajedno
- 2011 Beli lavovi jako Gruja
- 2012 Ustanička ulica jako Dušan